# Chris Sumner

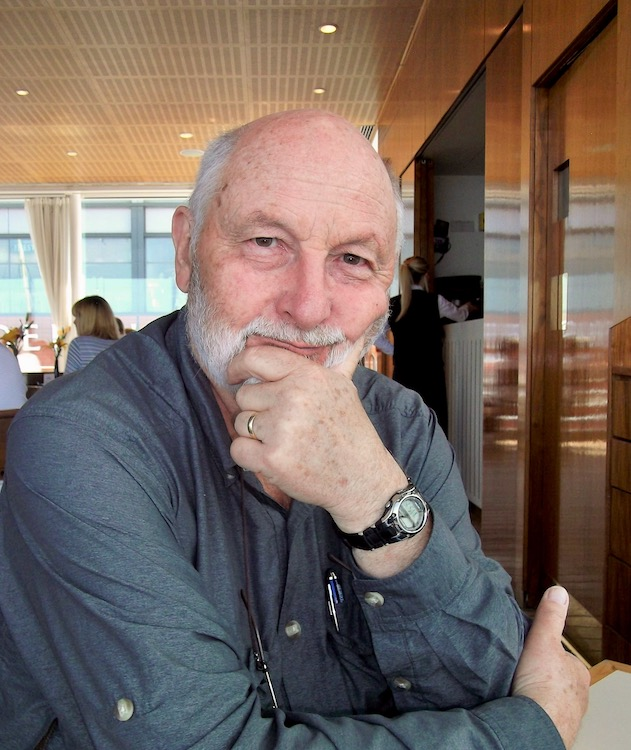
Christopher „Chris“ Sumner, 2015

Hon. Christopher „Chris“ John Sumner, AM (* 17. April 1943) ist ein australischer Politiker der Labor Party, der zwischen 1975 und 1994 Mitglied des South Australian Legislative Council sowie mehrmals Minister war.

## Leben
Christopher „Chris“ John Sumner absolvierte ein grundständiges Studium, das er mit einem Bachelor of Arts (BA) abschloss, und ein Studium der Rechtswissenschaften, welches er mit einem Bachelor of Laws (LL.B.) beendete. Nach seiner anwaltlichen Zulassung war er als Solicitor und Barrister für die Anwaltskanzlei Barr & Soir tätig. Am 12. Juli 1975 wurde er für die Labor Party erstmals Mitglied des South Australian Legislative Council, des Oberhauses des Parlaments von South Australia, und gehörte diesem bis zu seinem Mandatsverzicht am 7. Oktober 1994 an. Sein Nachfolger als Mitglied des Legislativrates wurde daraufhin am 11. Oktober 1994 Terry Cameron. Während seiner Parlamentszugehörigkeit war er vom 6. August 1975 bis zum 1. Mai 1979 Mitglied des Gemeinsamen Ausschusses für nachgeordnete Gesetzgebung (Joint Committee on Subordinate Legislation).
Am 1. Mai 1979 wurde Sumner in die Regierung von Premier Des Corcoran berufen und fungierte in dieser bis zum 18. September 1979 als Generalstaatsanwalt (Attorney-General), Minister für Preise und Verbraucherangelegenheiten (Minister of Prices and Consumer Affairs) sowie als Beigeordneter Minister beim Premier für ethnische Angelegenheiten (Minister Assisting the Premier on Ethnic Affairs). Nach der Niederlage der ALP bei der Wahl am 15. September 1979 fungierte er zwischen dem 18. September 1979 und dem 10. November 1982 als Leader of the Opposition in the Legislative Council und damit als Oppositionsführer der ALP-Fraktion im Legislativrat.
Nach dem Sieg der ALP bei der Wahl am 6. November 1982 wurde Sumner in die Regierung von Premier John Bannon berufen und übernahm bis zum 4. September 1992 wieder den Posten des Generalstaatsanwalts. Daneben fungierte er vom 10. November 1982 bis zum 20. April 1989 als Minister für ethnische Angelegenheiten (Minister of Ethnic Affairs), zwischen dem 11. November 1982 und dem 4. September 1992 Minister für Unternehmensangelegenheiten (Minister of Corporate Affairs) sowie vom 11. November 1982 bis zum 14. Dezember 1989 als Minister für Verbraucherangelegenheiten (Minister of Consumer Affairs). Darüber hinaus war er zwischen dem 22. und dem 27. April 1983 kurzzeitig Landwirtschaftsminister (Minister of Agriculture), Forstminister (Minister of Forests) und Fischereiminister (Minister of Fisheries). Nach einer weiteren Umbildung der Regierung Bannon fungierte er vom 14. Dezember 1989 bis zum 4. September 1992 auch noch als Minister für Kriminalprävention (Minister for Crime Prevention).
In der darauf folgenden Regierung von Premier Lynn Arnold war er vom 4. September 1992 bis zum 14. Dezember 1993 weiterhin Generalstaatsanwalt und Minister für Kriminalprävention. Darüber hinaus war er vom 4. September bis zum 1. Oktober 1992 erneut Minister für Unternehmensangelegenheiten und im Anschluss zwischen dem 1. Oktober 1992 und dem 14. Dezember 1993 Minister für die Reform des öffentlichen Sektors (Minister of Public Sector Reform). Zuletzt war er in der Regierung Arnold vom 3. September bis zum 14. Dezember 1993 auch noch Justizminister (Minister of Justice) und Minister für Justizvollzugsdienste (Minister of Correctional Services).
Nach der Niederlage der Labor Party bei der Wahl am 11. Dezember 1993 wurde Chris Sumner in das Schattenkabinett seiner Partei berufen, das bis zum 20. September 1994 vom nunmehrigen Oppositionsführer Lynn Arnold sowie im Anschluss von seinem Nachfolger als Parteivorsitzender und Oppositionsführer, Mike Rann, geführt wurde. Im Schattenkabinett fungierte er vom 14. Dezember 1993 bis zum 7. Oktober 1994 als „Schatten-Generalstaatsanwalt“, „Schattenminister für Bildung“, „Schattenminister für die Reform des öffentlichen Sektors“ sowie als „Schattenminister für Verbraucherangelegenheiten“. Darüber hinaus fungierte er zwischen dem 22. Dezember 1993 und dem 7. Oktober 1994 auch wieder als Oppositionsführer der ALP-Fraktion im Legislative Council. Am 24. November 1994 wurde ihm der Höflichkeitstitel The Honourable verliehen.
Für den Dienst an der Gemeinschaft, insbesondere in den Bereichen Recht und Parlament wurde ihm am 1. Januar 2001 anlässlich des 100-jährigen Bestehens des Australischen Bundes die Centenary Medal verliehen. Für Verdienste um das südaustralische Parlament, das Gesetz, insbesondere die Festlegung grundlegender Gerechtigkeitsprinzipien für Opfer von Straftaten, um den Multikulturalismus und um das National Native Title Tribunal wurde er ferner im Rahmen des Australia Day am 26. Januar 2001 zum Member des Order of Australia (AM) ernannt.

## Veröffentlichung
- International victimology selected papers from the 8th International Symposium. Proceedings of a symposium held 21–26 August 1994, Adelaide, Australian Institute of Criminology (ACT), Canberra 1996

## Hintergrundliteratur
- Parliament of South Australia: Statistical Record of the Legislature 1836–2007 (Memento vom 11. März 2019 im Internet Archive)

## Weblink
- Hon Chris Sumner AM. In: Parlament von South Australia. Abgerufen am 20. April 2024 (englisch).